# 艾伦·纽厄尔
艾伦·纽厄尔（英語：Allen Newell，1927年3月19日—1992年7月19日）是计算机科学和认知信息学领域的科学家，曾在兰德公司，卡内基梅隆大学的计算机学院、泰珀商学院和心理学系任职和教研。他是信息处理语言（IPL）发明者之一，并写了该语言最早的两个AI程序，合作开发了逻辑理论家（Logic Theorist 1956年）和一般问题解决器General Problem Solver。1975年他和赫伯特·西蒙（司马贺）一起因人工智能方面的基础贡献而被授予图灵奖。